# 若澤·阿倫卡爾
若泽·阿伦卡尔·戈麦斯·达席尔瓦（葡萄牙語：José Alencar Gomes da Silva，1931年10月17日—2011年3月29日 ），巴西政治家，2003年－2011年擔任巴西副總統。

## 生平
在擔任副總統期間更一度兼任巴西國防部長，至2006年因健康問題而辭去職務。
早於1997年他被診斷患上胃癌和腎病，經過手術後他的右腎和三分之二的胃遭到切除，五年後他的前列腺遭到切除。但其後病情不斷惡化，在壓抑五年後癌細胞在2006年再度擴散。他在擔任副總統期間一直疾病纏身，2010年出現消化道出血。2011年卸任後不久，在聖保羅一間醫院去世。
| 前任者： 马尔科·马西埃尔 | 巴西副總統 2003年－         | 繼任者：                 |
| 前任者： 若泽·小维埃加斯 | 巴西國防部長 2004年－2006年 | 繼任者： 瓦尔迪尔·皮雷斯 |